# Печинско
Печинско е планински проход (седловина) в Южна България, в югозападната част на планинския рид Жълти дял на Източните Родопи в Община Мадан и Община Златоград, област Смолян.
Проходът е дължина 15 km, а надморската височина седловината – 1060 m. Той свързва долината на река Арда на северозапад с долината на река Върбица (десен приток на Арда) на югоизток. Започва на 725 m н.в., югоизточно от град Мадан и се насочва на юг-югоизток, нагоре по склона на рида Жълти дял. След 7,4 km се изкачва на седловината на 1060 m н.в., от където започва спускане по югоизточния склон на рида. След 2,1 km минава през малкото селце Цацаровци, след още 1,4 km – покрай разклона за село Фабрика и след още 4,1 km завършва до река Върбица, на 565 m н.в., при разклона за село Ерма река.
През прохода преминава участък от 15 km от третокласния Републикански път III-867 Средногорци – Мадан – Златоград – Подкова (от km 6,4 до km 21,4. На седловината се отклоняват пътища: надясно, на юг за село Страшимир и наляво, на север – за селата Печинска и Буково. Поради важното транспортно и стопанско значение на прохода пътят през него се поддържа целогодишно за преминаване на моторни превозни средства.

## Топографска карта
- Лист от карта K-35-86. Мащаб: 1 : 100 000.
- Лист от карта K-35-87. Мащаб: 1 : 100 000.